# Canthylidia
Canthylidia is een geslacht van vlinders van de familie Uilen (Noctuidae), uit de onderfamilie Heliothinae.

## Soorten
- C. aberrans Butler, 1886
- C. albida Warren, 1926
- C. albivenata Montague, 1914
- C. aleurota Lower, 1901
- C. arenosa Turner, 1943
- C. atrilinea Turner, 1943
- C. bipartita Strand, 1924
- C. cana Turner, 1943
- C. canusina Swinhoe, 1901
- C. capnoneura Turner, 1932
- C. cistella Swinhoe, 1901
- C. cladotus Swinhoe, 1901
- C. confundens Warren, 1926
- C. cramboides Guenée, 1852
- C. crocopepla Turner, 1925
- C. discolor Warren, 1926
- C. eodora Meyrick, 1902
- C. epigrapha Turner, 1920
- C. eurhythma Turner, 1915
- C. ferruginosa Turner, 1911
- C. flavitincta Lower, 1908
- C. ionola Swinhoe, 1901
- C. melibaphes Hampson, 1903

- C. mesoleuca Lower, 1901
- C. moribunda Guenée, 1852
- C. nervosa Turner, 1943
- C. neurias Meyrick, 1902
- C. neurota Lower
- C. osmida Swinhoe, 1901
- C. pallida Warren, 1926
- C. puncticulata Warren, 1926
- C. rhodopolia Turner, 1911
- C. rosea Warren, 1926
- C. sericea Warren, 1926
- C. stramineipicta Strand, 1924
- C. sulphurea Warren, 1926
- C. sumbensis Warren, 1926
- C. venata Warren, 1926